# Little Bollington
Little Bollington – wieś w Anglii, w hrabstwie ceremonialnym Cheshire, w dystrykcie (unitary authority) Cheshire East. Leży 38 km na północny wschód od miasta Chester i 259 km na północny zachód od Londynu. W 2001 miejscowość liczyła 162 mieszkańców.